# Roosevelt (Arizona)
Roosevelt – jednostka osadnicza w Stanach Zjednoczonych, w stanie Arizona, w hrabstwie Gila.